# Palau
Palau ([ˈpaːlaʊ̯], Vollform Republik Palau, palauisch Belau) ist ein Inselstaat im Pazifischen Ozean. Die rund 17.600 Einwohner (Stand 2020) bevölkern elf der insgesamt 356 Inseln des Staates. Hauptstadt ist Ngerulmud auf der Insel Babeldaob; Amtssprachen sind Palauisch und Englisch. Bis zur Unabhängigkeit am 1. Oktober 1994 war Palau ein UN-Treuhandgebiet unter Verwaltung der Vereinigten Staaten. Bis heute ist der Staat mit den USA assoziiert und stark von der ehemaligen Kolonialmacht beeinflusst; so ist Palau eine nach US-amerikanischem Vorbild aufgebaute präsidiale Republik mit 16 Bundesstaaten als Verwaltungseinheiten.

## Geographie

### Territorium

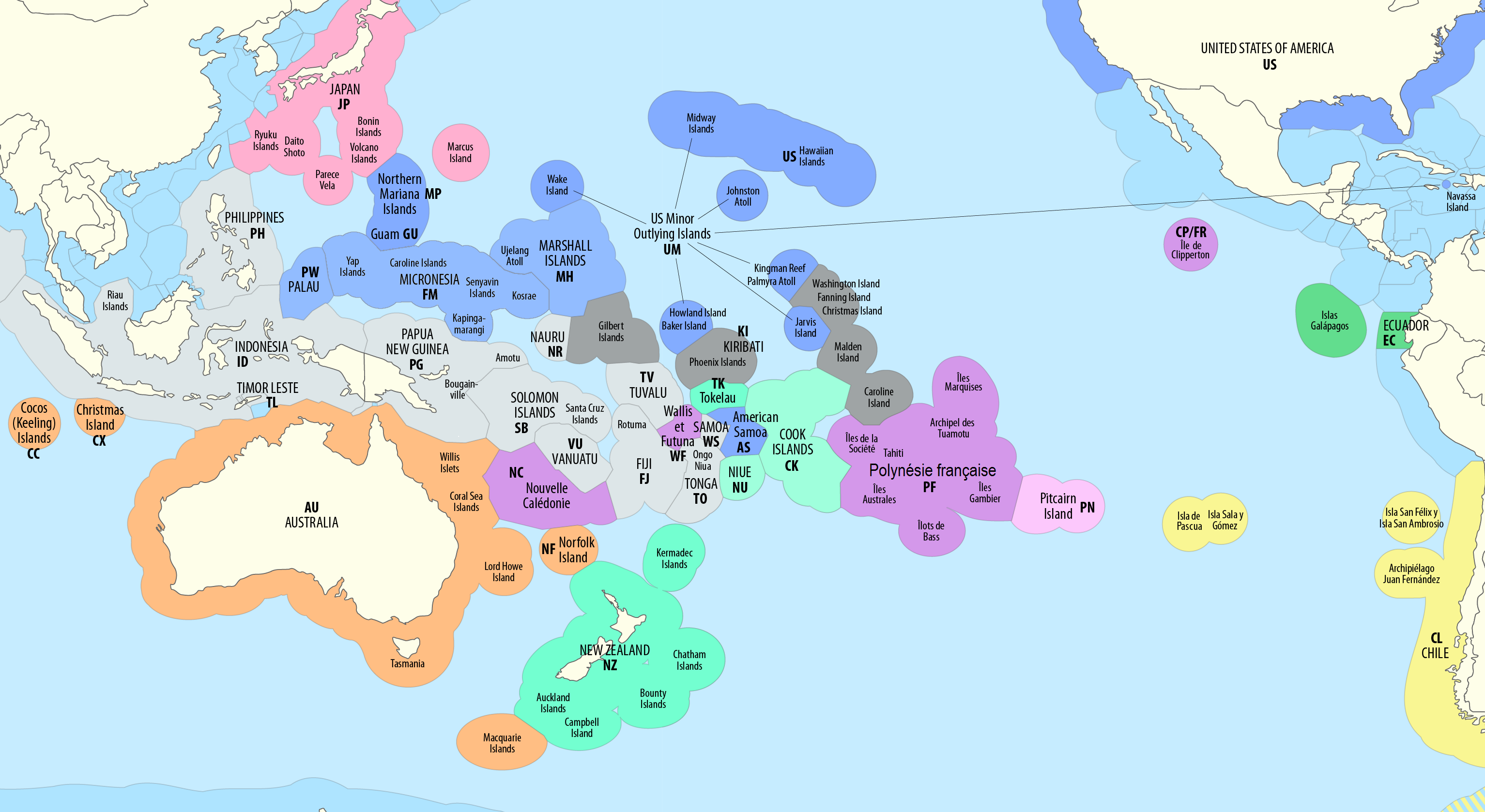
Die ausschließlichen Wirtschaftszonen der Unterzeichnerstaaten des Nauru-Abkommens

Der Staat besteht aus sechs Inselgruppen mit insgesamt 356 Inseln, hauptsächlich den Palauinseln sowie einigen weit abgelegenen Inselchen südwestlich dieser Hauptgruppe (Südwest-Inseln). Das Staatsgebiet liegt im Pazifischen Ozean zwischen etwa 2°30′ und 8°30′ nördlicher Breite und zwischen etwa 131° und 135° östlicher Länge.
Die Palauinseln, früher auch Pelew-Inseln, sind die westlichste Inselgruppe im Archipel der Karolinen (auch Westliche Karolinen genannt) und gehören zur Inselregion Mikronesien. Sie liegen etwa 880 km östlich der Philippinen, etwa 430 km südwestlich der zu den Föderierten Staaten von Mikronesien gehörenden Yap-Inseln und etwa 850 km nördlich von Neuguinea.
Die Inseln haben zusammen eine Landfläche von etwa 416 km². Die bei weitem größte ist die Hauptinsel Babeldaob mit 328 km², was etwa 79 % der Landesfläche Palaus entspricht. Die ausschließliche Wirtschaftszone Palaus umfasst 614,807 km².

### Geologie und Geomorphologie
Die Palau-Inseln setzen sich hauptsächlich aus vulkanischem Gestein im Zentrum und Kalkstein im darum herum liegenden Ring zusammen. Sie gehören zu der langen vulkanischen Inselkette, die sich entlang des großen tektonischen Grenzgebiets gebildet hat, an dem die Pazifische Platte unter die Philippinische Platte abtaucht und dabei den Marianengraben mit dem tiefsten Punkt der Erde bildete. Im Verlauf dieser tektonischen Bewegung drang Magma an die Erdoberfläche und bildete Vulkane. Dieser vulkanische Kern wird von den Inseln Babeldaob, Meiuns, Malakal und einem Teil von Koror gebildet. Diese sind an der Oberfläche in Täler und Berge zergliedert, die bis 242 m hoch sind.
Einer dieser Vulkane hatte sein Zentrum im heute Karamado genannten Gebiet auf Palaus Hauptinsel Babeldaob. In deren Zentrum treten 38 bis 32 Millionen Jahre alte vulkanische Gesteine (Laven, Eruptionsbrekzien und Tuffe) an die Oberfläche. Von den höheren Inselgebieten erodiertes Material lagerte sich an den flachen Küsten im Südosten als Laterit-Lehm an, der eine Dicke von mehr als 45 Metern erreichen kann.
Nach dem Erlöschen des Vulkans siedelten sich Korallen im flachen Küstenwasser der vulkanischen Insel an, wuchsen bis zu zwei Zentimeter pro Jahr nach oben und bildeten im Miozän und Pleistozän ein Korallenriff. Durch Absinken des Meeresspiegels durch Eiszeiten sowie fortgesetzte Kontinentalbewegungen wurden diese Riffe in den letzten 4000 Jahren um etwa zwei Meter relativ zum Meeresspiegel angehoben. Daher sind die meisten Inseln nördlich und südlich bzw. rings um das vulkanische Gebiet Atolle aus Korallenkalk, die nur wenige Meter über dem Meeresspiegel liegen und von einem Barriere-Riff umschlossen werden. Vor allem durch Gezeiten wurde die Basis vieler Inseln ausgehöhlt, wodurch die heutige typische Pilzform entstand.

### Klima
Das Klima ist tropisch. Die durchschnittliche Jahrestemperatur beträgt 27 °C, die Niederschlagsmenge pro Jahr liegt bei 3000 bis 4000 mm.
|                        | Jan   | Feb   | Mär   | Apr   | Mai   | Jun   | Jul   | Aug   | Sep   | Okt   | Nov   | Dez   |   |         |
| Mittl. Temperatur (°C) | 27,3  | 27,2  | 27,5  | 27,9  | 28,0  | 27,6  | 27,4  | 27,5  | 27,7  | 27,7  | 27,9  | 27,7  | ⌀ | 27,6    |
| Mittl. Tagesmax. (°C)  | 30,6  | 30,6  | 30,9  | 31,3  | 31,4  | 31,0  | 30,6  | 30,7  | 30,9  | 31,1  | 31,4  | 31,1  | ⌀ | 31      |
| Mittl. Tagesmin. (°C)  | 23,9  | 23,9  | 24,1  | 24,4  | 24,5  | 24,2  | 24,1  | 24,3  | 24,5  | 24,4  | 24,4  | 24,2  | ⌀ | 24,2    |
|                        |       |       |       |       |       |       |       |       |       |       |       |       |   |         |
| Niederschlag (mm)      | 271,8 | 231,6 | 208,3 | 220,2 | 304,5 | 438,7 | 458,2 | 379,7 | 301,2 | 352,3 | 287,5 | 304,3 | Σ | 3.758,3 |
|                        |       |       |       |       |       |       |       |       |       |       |       |       |   |         |
| Regentage (d)          | 19,0  | 15,9  | 16,7  | 14,8  | 20,0  | 21,9  | 21,0  | 19,8  | 16,8  | 20,1  | 18,7  | 19,9  | Σ | 224,6   |

| 23,9 |

| 23,9 |

| 24,1 |

| 24,4 |

| 24,5 |

| 24,2 |

| 24,1 |

| 24,3 |

| 24,5 |

| 24,4 |

| 24,4 |

| 24,2 |

| 23,9 |

| 23,9 |

| 24,1 |

| 24,4 |

| 24,5 |

| 24,2 |

| 24,1 |

| 24,3 |

| 24,5 |

| 24,4 |

| 24,4 |

| 24,2 |

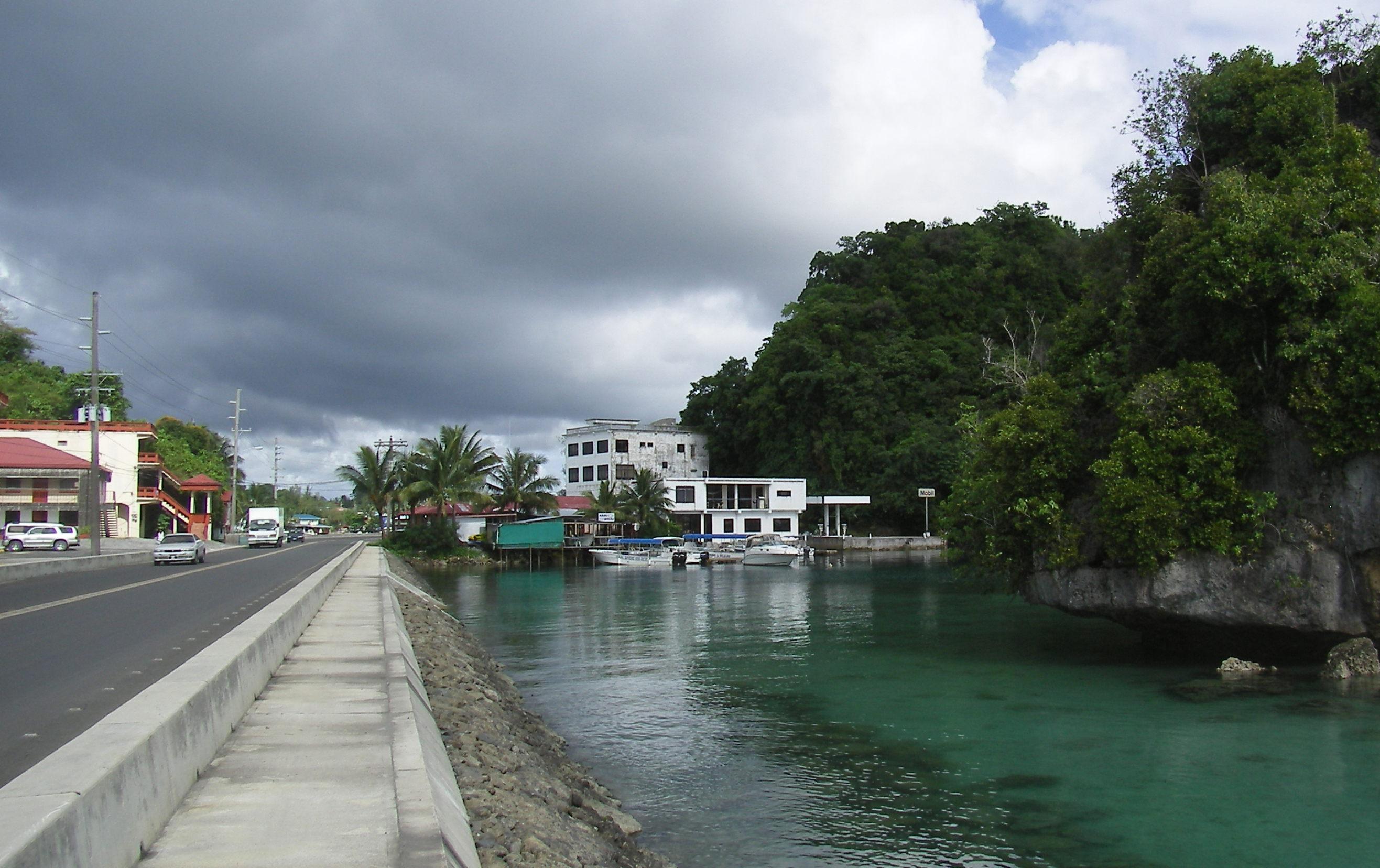
Typisch wechselhaftes Wetter
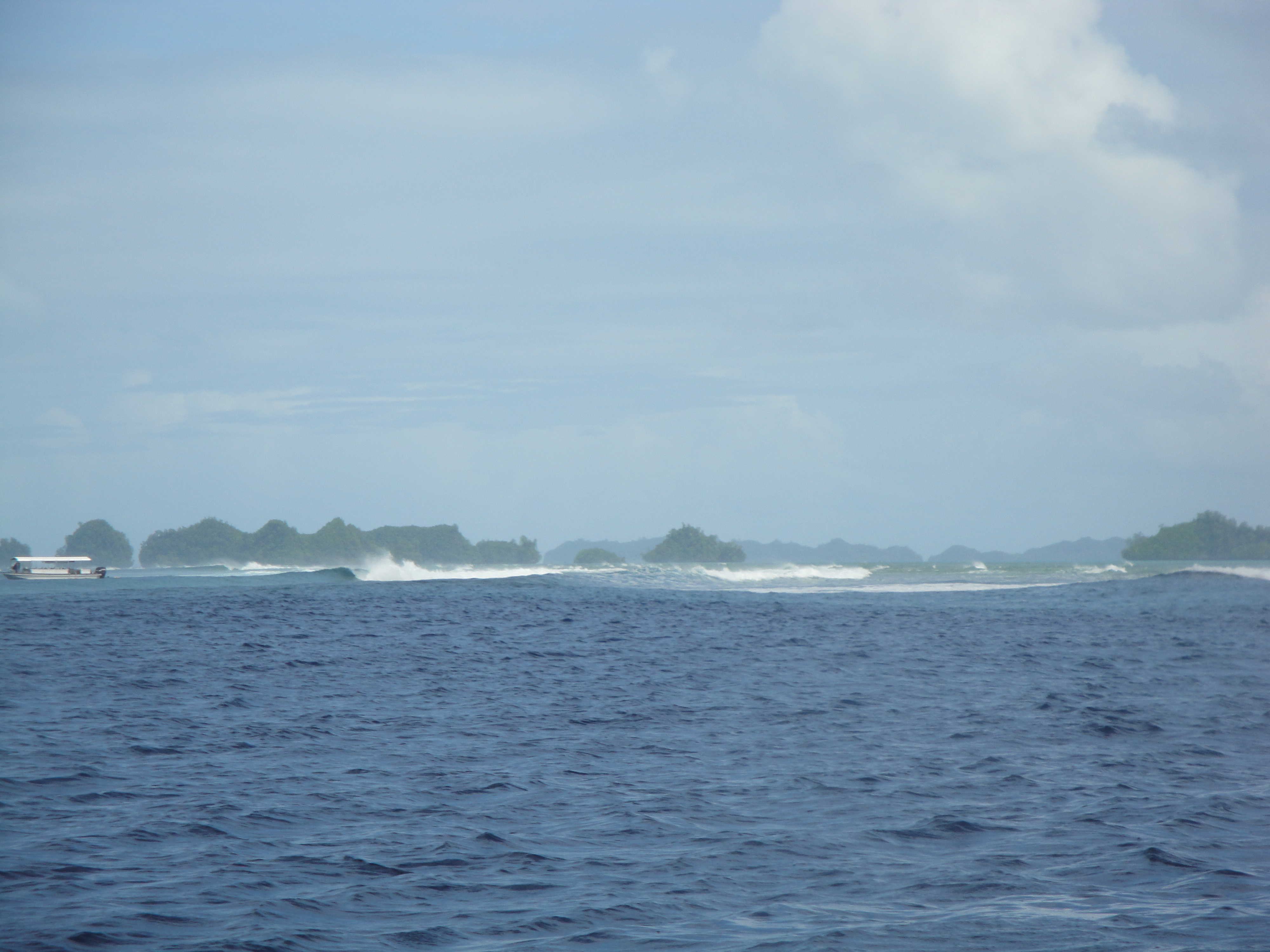
Außenriff von Palau
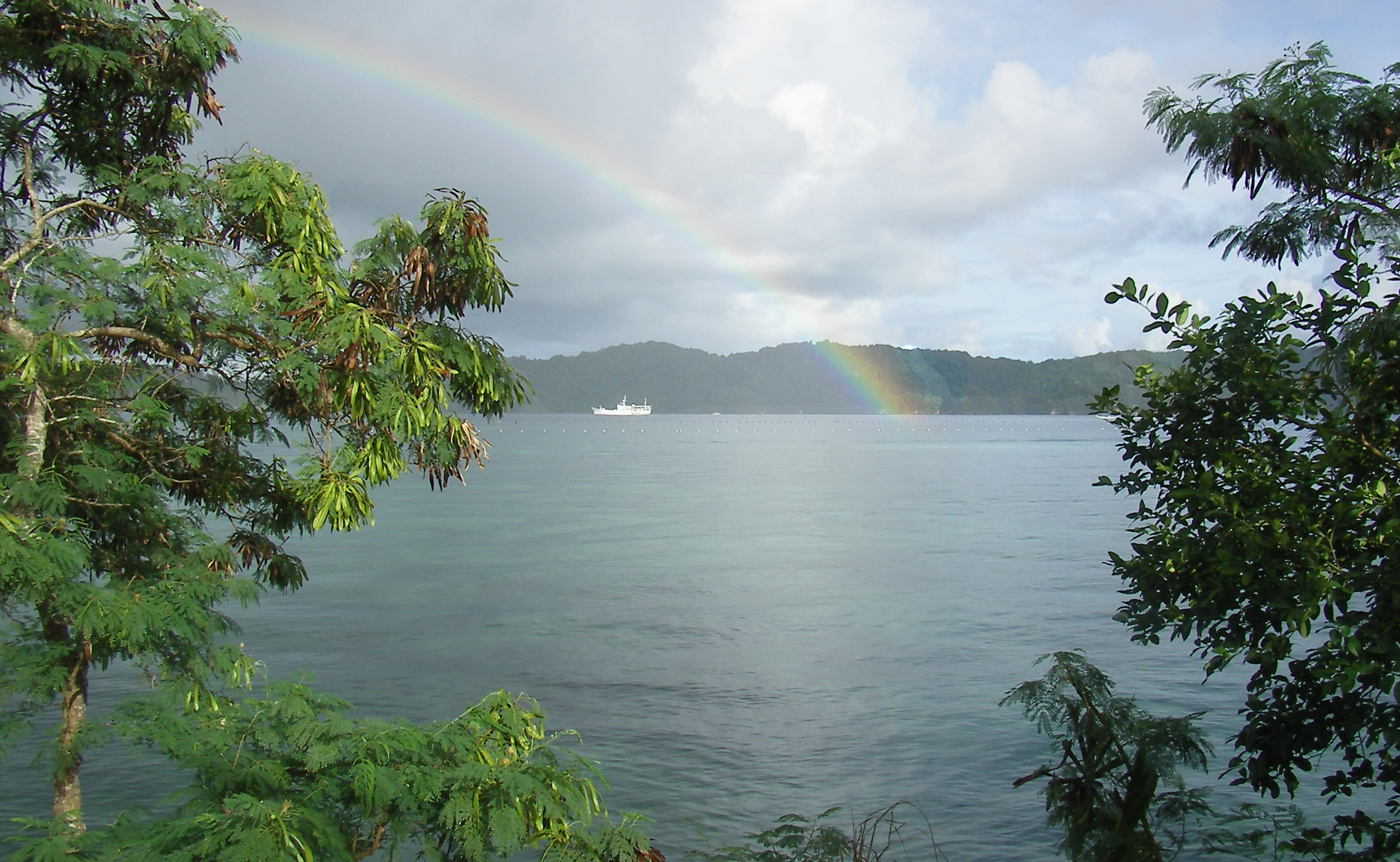
Einer der häufigen Regenbogen

### Flora und Fauna
Die Unterwasserwelt der Region zählt über 1500 Fisch- und 700 Korallen- und Anemonenarten. In Palau gibt es seltene und gefährdete Arten wie Dugongs, Riesenmuscheln und Salzwasserkrokodile und Raritäten; zum Beispiel haben sich im „Jellyfishlake“ Mastigias-Quallen isoliert zu einer ungiftigen Unterart entwickelt.
In Palau gibt es 142 Vogelarten, wovon 16 endemisch sind, darunter die Palaueule, die Graustirntaube (Palau-Boden-Taube) und der Palaufächerschwanz, sowie zwei endemische Fledermausarten (Fruchtfledermaus). Von den zirka 1260 Pflanzenarten sind 109 endemisch, darunter wilde Orchideen und die Zikadenpalme.

## Bevölkerung

Bemaltes Haus auf Palau, um 1910
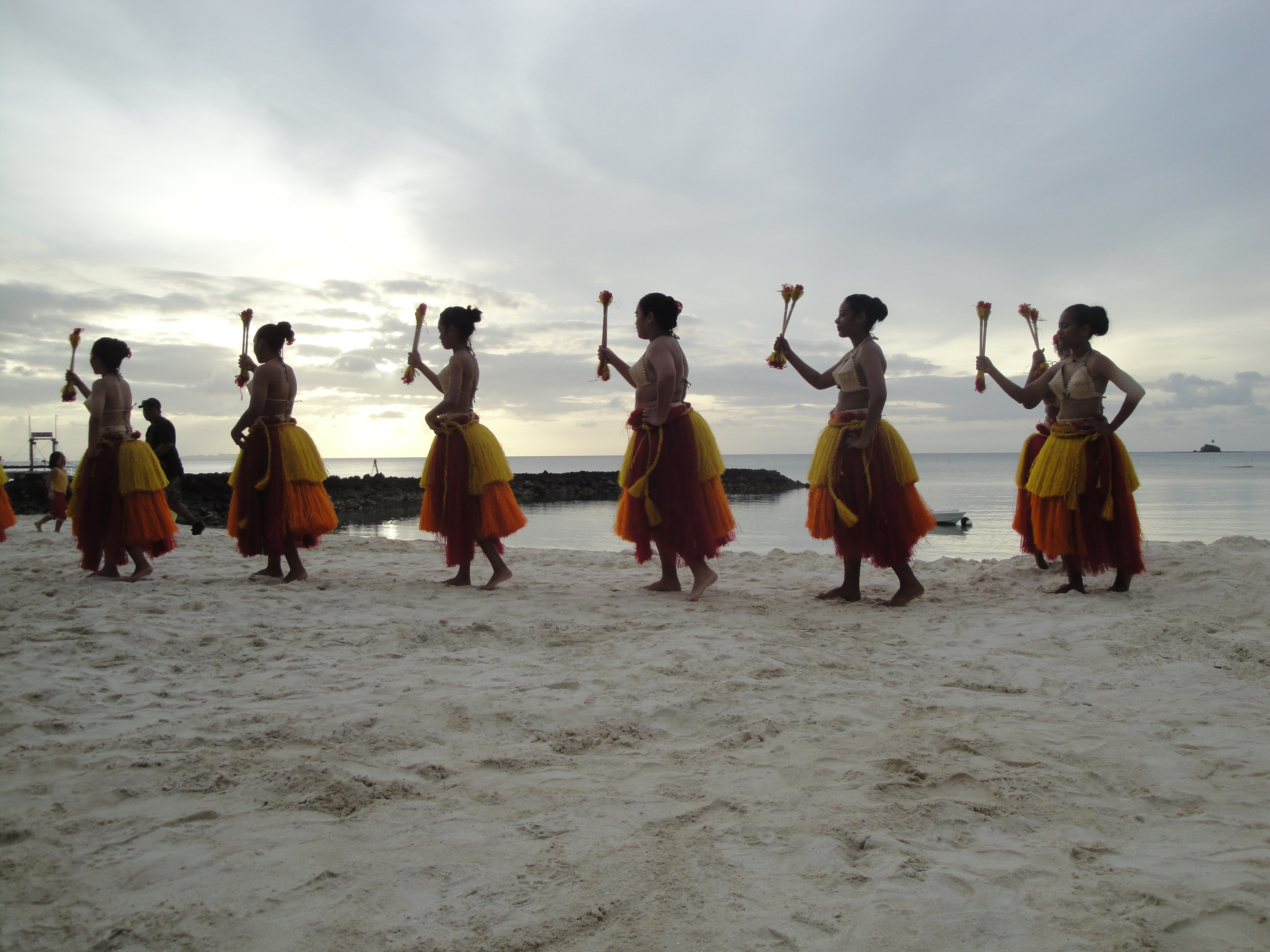
Frauen bei einem traditionellen Tanz

### Demografie
| Bevölkerungsentwicklung von Palau               | Bevölkerungsentwicklung von Palau | Bevölkerungsentwicklung von Palau | Bevölkerungsentwicklung von Palau | Bevölkerungsentwicklung von Palau | Bevölkerungsentwicklung von Palau |
| Jahr                                            | Einwohnerzahl                     | Jahr                              | Einwohnerzahl                     | Jahr                              | Einwohnerzahl                     |
| ----------------------------------------------- | --------------------------------- | --------------------------------- | --------------------------------- | --------------------------------- | --------------------------------- |
| 1920                                            | 5.754                             | 1967                              | 11.365                            | 1995                              | 17.225                            |
| 1925                                            | 5.957                             | 1970                              | 11.210                            | 2000                              | 19.129                            |
| 1930                                            | 6.009                             | 1973                              | 12.673                            | 2005                              | 19.907                            |
| 1935                                            | 6.230                             | 1980                              | 12.116                            | 2012                              | 17.501                            |
| 1946                                            | 5.777                             | 1986                              | 13.873                            | 2015                              | 17.661                            |
| 1958                                            | 9.344                             | 1990                              | 15.112                            | 2020                              | 17.614                            |
| Quellen: Census Reports der Regierung von Palau |                                   |                                   |                                   |                                   |                                   |

### Ethnien
Die Palauer – Mikronesier mit malaiischen und melanesischen Vermischungen – sind Titularnation und bilden mit einem Anteil von 70,6 % (Stand 2020) die größte Volksgruppe. Darüber hinaus besteht die Bevölkerung zu 26,4 % aus Asiaten; weitere 1,2 % sind karolinischer und 0,9 % europäischer Abkunft.

### Sprachen
Palauisch und Englisch sind die Amtssprachen auf Palau. Es werden auch Japanisch, Sonsorolesisch und Tobianisch als Verkehrssprachen verwendet.
Palauisch, das auf den meisten Inseln einen offiziellen Status hat, wird von knapp 73 % der Bevölkerung gesprochen. Englisch beherrschen knapp 32 % der Bevölkerung. 11,7 % sprechen Filipino; Chinesisch wird von 1,4 % der Einwohner beherrscht.

### Religionen
Nach dem Zensus 2020 bekennt sich die Bevölkerung vor allem zum Christentum: 46,4 % sind Katholiken, 26,2 % Protestanten und 5,3 % Siebenten-Tags-Adventisten. Zum Islam bekennen sich 3,8 % der Bevölkerung. Modekngei, eine synkretistische Religion Palaus, ist mit 4,9 % vertreten.

## Geschichte
Die ersten Bewohner von Palau kamen vermutlich aus dem Malaiischen Archipel oder Melanesien und besiedelten die Inseln schon zwischen 2000 und 1000 v. Chr. Auf der Insel Babeldaob wurden monumentale Erdwerke aus der Zeit zwischen 400 v. Chr. und 750 n. Chr. gefunden, die weit früher als die in anderen Teilen Ozeaniens errichtet wurden. Es handelte sich um landwirtschaftliche Anlagen, die von Erdpyramiden gekrönt waren. Diese dienten als Grabanlagen für eine Elite. Ausgegraben wurden die Erdwerke von Mitarbeitern der Christian-Albrechts-Universität zu Kiel und des Deutschen Archäologischen Instituts.
Der spanische Entdecker Ruy López de Villalobos sichtete die Inseln erstmals 1543 und nahm sie für Spanien in Besitz. 1574 wurde Palau in das Generalgouvernement Spanisch-Ostindien eingegliedert, das später zum Vizekönigreich Neuspanien wurde. Im späten 19. Jahrhundert kolonialisierten die Spanier die Inseln und verkauften sie nach ihrer Niederlage im Spanisch-Amerikanischen Krieg zusammen mit dem größten Teil der restlichen Karolinen entsprechend dem Deutsch-Spanischen Vertrag 1899 als Teil Deutsch-Neuguineas an das Deutsche Reich. Am 15. August 1914 erklärte Japan dem Deutschen Reich den Krieg, besetzte die Inseln und erhielt sie später als Mandatsgebiet des Völkerbundes.
Nach den teilweise schweren Kämpfen zwischen den USA und Japan während des Zweiten Weltkrieges (→ Schlacht um die Palau-Inseln) kamen die Inseln 1947 als ein Distrikt des UN-Treuhandgebiets Pazifik-Inseln unter die Kontrolle der Vereinigten Staaten. Das aktive und das passive Frauenwahlrecht wurden am 2. April 1979 eingeführt und bei der Unabhängigkeit 1994 bestätigt.
Im Jahr 1978 stimmten die Bürger von Palau gegen die Beteiligung an den 1979 gebildeten Föderierten Staaten von Mikronesien und für die Unabhängigkeit. Der Häuptling von Koror, Ibedul Gibbons, kämpfte jahrelang um das Recht seines Volkes, den USA als Protektoratsmacht die Stationierung von Atomwaffen verfassungsrechtlich zu untersagen. 1983 erhielt das Volk von Palau für die Durchsetzung seiner demokratischen und souveränen Rechte auf eine nuklearwaffenfreie Zone den Right Livelihood Award.
Nach einer langen Übergangsperiode und dem Tod zweier Präsidenten (Haruo Remeliik wurde 1985 ermordet; Lazarus Salii beging 1988 Suizid) wurde Palau am 1. Oktober 1994 offiziell unabhängig. Zuvor hatte die Regierung auf Druck der USA einen Assoziierungsvertrag mit den USA unterzeichnet. Der Passus über Palau als atomwaffenfreie Zone wurde aus der Verfassung gestrichen. Die USA blieben weiter für die Verteidigung und Außenpolitik der Republik zuständig. Als Gegenleistung verpflichteten sich die USA, in den folgenden 15 Jahren etwa 480 Millionen US-Dollar in die Wirtschaft der Inseln zu investieren. Im Dezember 1994 wurde Palau in die Vereinten Nationen aufgenommen.
Der damalige Präsident Johnson Toribiong gab am 10. Juni 2009 bekannt, dass Palau bereit sei, 17 Uiguren aus dem Gefangenenlager der Guantanamo Bay Naval Base aufzunehmen, deren Auslieferung China beantragt hatte. Er sprach in diesem Zusammenhang von einer „humanitären Geste“. Ende 2009 wurden schließlich sechs Uiguren von Palau aufgenommen.
Palau erkennt die Volksrepublik China offiziell nicht an, sondern unterhält seit 1999 diplomatische Beziehungen zur Republik China (Taiwan).

## Politik

### Verfassung
Die Republik Palau ist eine nach amerikanischem Vorbild aufgebaute präsidiale Republik und ist in 16 Verwaltungseinheiten („Staaten“) aufgeteilt.

### Legislative
Die Legislative der Republik Palau bildet das Parlament, das Olbiil Era Kelulau (OEK) genannt wird, was „Haus der besprochenen Entscheidungen“ bedeutet. Es ist ein Zweikammerparlament und wird vom Volk jeweils für vier Jahre direkt gewählt. Das Repräsentantenhaus besteht aus sechzehn Delegierten, je einem für jede Verwaltungseinheit Palaus, der Senat hingegen setzt sich aus neun Senatoren zusammen, die entsprechend der Bevölkerungszahl der einzelnen Mitgliedstaaten gewählt werden.

### Judikative
Die Judikative besteht derzeit aus einem erstinstanzlichen Gericht, einem Berufungsgericht (National Court) und einem Obersten Gerichtshof (Supreme Court), der auch als Revisionsinstanz und Verfassungsgericht fungiert.
Von palauischen Gerichten werden bei Grundstücks- und Stammesstreitigkeiten als einzige authentische Quelle die sogenannten „Krämer“-Bände der Hamburger Südseeexpedition (1908–1910) des deutschen Marinearztes, Anthropologen und Ethnologen Augustin Krämer (1864–1941) noch heute anerkannt. Die in fünf Bänden enthaltenen Aufzeichnungen sind mangels eigener oder anderer schriftlicher Aufzeichnungen das kodifizierte Gedächtnis der durch moderne Lebensart bedrohten palauischen Kultur und Identität. Das Auswärtige Amt förderte eine englische Übersetzung dieser Aufzeichnungen (Krämer Translation Project) unter Beteiligung des Etpison Museum und des Belau National Museum, der deutsche Botschafter (auf den Philippinen, der die diplomatischen Kontakte wahrnimmt) überreichte die ersten Bände im Mai 2014 an den Präsidenten.

### Exekutive
Die Exekutive der Republik Palau besteht aus einem Präsidenten, einem Vizepräsidenten und dem 16-köpfigen Häuptlingsrat. Diese haben zur Unterstützung in ihren Aufgaben die Verwaltungsminister. Der Häuptlingsrat wird aus den Häuptlingen der sechzehn Verwaltungseinheiten gebildet. Dieses Gremium berät den Präsidenten über das Brauchtum im Zusammenhang mit der Verfassung und den Gesetzen. Die Häuptlinge von Eoueldaob (Koror) und Babeldaob (Melekeok) haben dabei eine traditionell hervorgehobene Position.
Der Präsident wird für eine Amtsdauer von vier Jahren gewählt, nach zwei Amtszeiten in Folge muss ein Amtsinhaber vor einer erneuten Kandidatur für eine Wahlperiode pausieren. In der Wahlperiode von 2017 bis 2021 war Tommy Remengesau der Präsident von Palau, es war bereits seine vierte Amtszeit. Seit 2021 hat Surangel Whipps Jr. das Amt inne.
Siehe auch: Liste der Präsidenten von Palau

### Verwaltungsgliederung

Administrative Gliederung Palaus

Seit dem 7. Oktober 2006 ist die Hauptstadt Ngerulmud. Davor war Koror, die größte Stadt des Landes, seit der Unabhängigkeit 1994 Hauptstadt. Die Umlegung geschah im Hinblick auf eine bessere Verteilung der politischen Macht in den einzelnen Staaten.
Palau ist in 16 administrative „Staaten“ (d. h. Verwaltungseinheiten) unterteilt:
(Die grünen und roten Pfeile zeigen eine Zu- oder Abnahme der Bevölkerung gegenüber dem Zensus von 2015 an)
| Staat                     | Flagge | Hauptstadt       | Fläche km² (ohne Lagune) | Einwohner (2020) |
| ------------------------- | ------ | ---------------- | ------------------------ | ---------------- |
| Nördlich von Babeldaob    |        |                  |                          |                  |
| Kayangel                  |        | Kayangel         | 1,7                      | 41 ▼             |
| Babeldaob                 |        |                  |                          |                  |
| Aimeliik                  |        | Mongami          | 37                       | 363 ▲            |
| Airai                     |        | Ngetkib          | 49                       | 2.529 ▲          |
| Melekeok                  |        | Melekeok         | 25                       | 318 ▲            |
| Ngaraard                  |        | Ulimang          | 29                       | 396 ▼            |
| Ngarchelong               |        | Mengellang       | 8                        | 384 ▲            |
| Ngardmau                  |        | Urdmang          | 30                       | 238 ▲            |
| Ngatpang                  |        | Ngereklmadel     | 35                       | 289 ▲            |
| Ngchesar                  |        | Ngersuul         | 38                       | 319 ▲            |
| Ngeremlengui              |        | Imeong           | 61                       | 349 ▼            |
| Ngiwal                    |        | Ngerkeai         | 16                       | 312 ▲            |
| Südwestlich von Babeldaob |        |                  |                          |                  |
| Angaur                    |        | Ngaramasch       | 8                        | 114 ▼            |
| Koror                     |        | Koror            | 58                       | 11.199 ▼         |
| Peleliu                   |        | Kloulklubed      | 17                       | 470 ▼            |
| Südwest-Inseln            |        |                  |                          |                  |
| Hatohobei                 |        | Hatohobei (Tobi) | 0,7                      | 39 ▲             |
| Sonsorol                  |        | Dongosaro        | 3                        | 53 ▲             |
| Palau                     |        | Ngerulmud        | 416                      | 17.614 ▼         |

### Staatshaushalt
Der Staatshaushalt umfasste 2008 Ausgaben von 99,5 Mio. US-Dollar, dem standen Einnahmen von 114,8 Mio. US-Dollar gegenüber. Daraus ergibt sich ein Haushaltsüberschuss in Höhe von 9,3 % des BIP.
Die Staatsverschuldung betrug 2004 ca. 18 Mio. (2006: 38 Mio.) US-Dollar oder ca. 13 % des BIP.
2020 betrug der Anteil der Staatsausgaben (in % des BIP) folgender Bereiche:
- Gesundheit: 18,4 %
- Bildung: 6,8 % (2019)
- Militär: 0,0 % (Palau hat kein Militär, Verteidigung ist Aufgabe der USA)

### Umweltpolitik

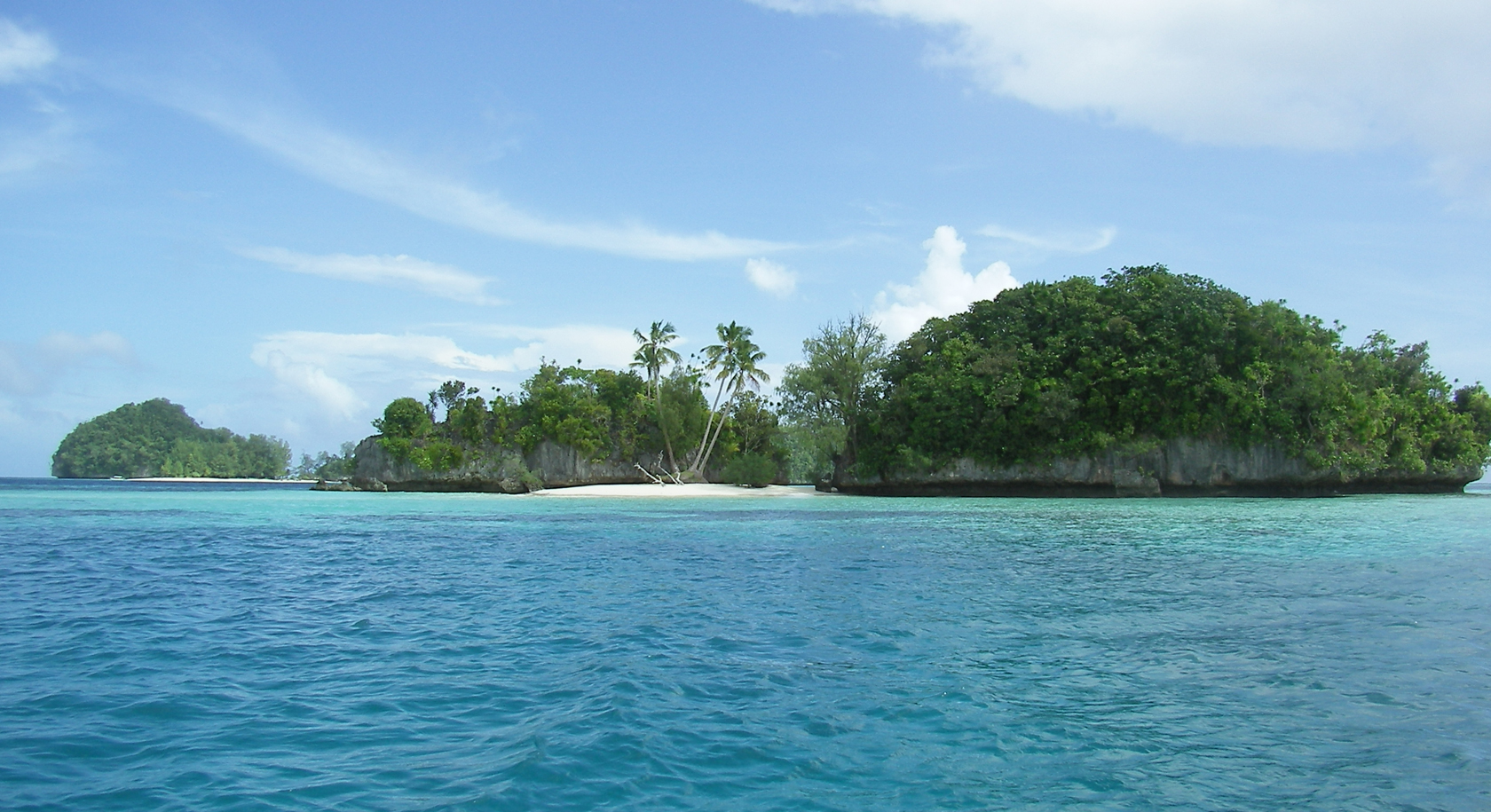
Schutzgebiet Chelbacheb-Inseln

Viele Inseln stehen unter Naturschutz, der eine Bebauung und auf manchen Inseln schon das Betreten untersagt. Im September 2003 unterzeichnete der damalige Präsident Tommy E. Remengesau Jr. ein Gesetz zum Schutz der Haie in den Gewässern um Palau und schuf damit das erste Haischutzgebiet der Welt.
Aufgrund der prekären Lage Palaus mit nur wenigen Metern über dem Meeresspiegel forderte dessen Präsident Johnson Toribiong am 22. September 2011 in der UN-Vollversammlung dazu auf, dass diese ein Rechtsgutachten des Internationalen Gerichtshofes in Den Haag zu der Frage der Verantwortlichkeit der Staaten für die Folgen des andauernden Klimawandels einholen möge. Ein Jahr später wurde darüber diskutiert, ob die Vollversammlung das tun solle, und es sprach vieles dafür, dass die Initiative Palaus Erfolg haben könnte. Palau ist Mitglied im Climate Vulnerable Forum, ein Forum von Ländern, die besonders vom Klimawandel betroffen sind.

## Wirtschaft

### Allgemein
| Wirtschaftsdaten Palau   | Wirtschaftsdaten Palau         | Wirtschaftsdaten Palau                     | Wirtschaftsdaten Palau              | Wirtschaftsdaten Palau | Wirtschaftsdaten Palau | Wirtschaftsdaten Palau |
| Parameter                | Primärer Sektor (Urproduktion) | Sekundärer Sektor (Verarbeitendes Gewerbe) | Tertiärer Sektor (Dienstleistungen) | Gesamt                 | Bezugsjahr             | Quellen                |
| ------------------------ | ------------------------------ | ------------------------------------------ | ----------------------------------- | ---------------------- | ---------------------- | ---------------------- |
| Anteil am BIP            | 3,30 %                         | 13,39 %                                    | 73,73 %                             | 257.674.000 (USD)      | 2020                   | [ 41 ] [ 42 ]          |
| Anteil an Erwerbstätigen |                                |                                            |                                     | 10.798                 | 2020                   | [ 43 ]                 |

Das Bruttoinlandsprodukt beträgt über 178,4 Mio. US-Dollar, pro Kopf sind es 8.941 US-Dollar. Mit Auslandshilfe über 200 Mio. US-Dollar, pro Kopf sind es 10.000 US-Dollar. Daran ist das Gewerbe mit 21 %, die öffentliche Verwaltung mit 20 %, Bautätigkeit mit 15 %, Hotels und Restaurants mit 10 % und der Finanzsektor sowie Transport und Kommunikation mit 8 % beteiligt. (Stand 2009)
Die Inflationsrate von Palau beträgt nach Angaben der Weltbank im Jahr 2010 2 %. Die Haushaltseinnahmen betrugen nach Schätzung 2012 etwa 193 Mio. US-Dollar, die Haushaltsausgaben 167,3 Mio. US-Dollar.
Der wirtschaftlich dominierende Einfluss stammt von Auslandsüberweisungen von Palauern, die in den Vereinigten Staaten arbeiten. In die USA einzuwandern und dort zu arbeiten, ist für Staatsbürger von Palau sehr einfach. Unternehmen, wie etwa Tourismusbetriebe, werden oft von japanischen und amerikanischen Investoren gelenkt. Palau besitzt einen hohen Bevölkerungsanteil von Filipinos, die vor allem im Tourismus arbeiten. Praktisch alle Kraftfahrzeuge werden aus Japan als Gebrauchtwagen importiert. Die Wirtschaft ist in Koror konzentriert – der Standort der neuen Hauptstadt Ngerulmud spielt (Stand 2008) praktisch keine Rolle.
Im Jahr 2005 waren auf Palau insgesamt 11.671 Menschen erwerbstätig, 426 Menschen waren ohne Arbeit. Die Arbeitslosenquote lag im Jahr 2015 bei nur 1,5 %.
Im Jahr 2015 wies Palau mit 9,38 % das zweithöchste Wirtschaftswachstum der Welt nach Äthiopien auf.

### Primärer Sektor
Die Landwirtschaft ist die häufigste Wirtschaftsform auf Palau und dient hauptsächlich der Selbstversorgung; wichtigste Anbauprodukte sind Maniok, Kopra, Bananen, Süßkartoffeln und Kokospalmen.
Die Fischereiwirtschaft ist von großer Bedeutung für die Wirtschaft von Palau und eine wichtige Einkommensquelle. Mit Stand 2007 gibt es drei große Fischereiunternehmen in Palau. Im Jahr 2007 wurden 1003 Tonnen Fisch gefangen, 461 Tonnen importiert, 332 Tonnen exportiert. Mit 460 Beschäftigten machte die Fischereiwirtschaft 24,1 Millionen US-Dollar Umsatz. Probleme der Fischereiwirtschaft sind Fischwanderungen, Hurrikane und Überfischung.

### Tertiärer Sektor

#### Handel
Das Exportvolumen beträgt ca. 5,9 Mio. US-Dollar (Stand 2004). Die wichtigsten Handelspartner sind die USA, Japan, Singapur, Taiwan und Korea. Die wichtigsten Exportgüter sind Thunfisch, Kopra, Schalentiere, Kleidung, Handwerkskunst und Kokosnüsse.
Das Importvolumen beträgt ca. 129,5 Mio. US-Dollar (Stand 2008). Die wichtigsten Handelspartner sind die USA, Guam, Japan, Singapur, Taiwan und Korea. Die wichtigsten Importgüter sind Maschinen, Öl, Tabak, Tiere, Metall sowie Lebensmittel und Spirituosen.

#### Verkehr
Der internationale Flughafen verfügt über Verbindungen mit Asiana Airlines nach Seoul und Osaka, mit Korean Air nach Seoul, mit China Airlines nach Taipeh sowie saisonale Charterflüge mit Japan Airlines nach Tokio und Nagoya. Zudem ist Koror an das Drehkreuz von United Airlines in Guam angebunden, wodurch Verbindungen in die Region nach Manila und Yap sowie interkontinental nach Nordamerika und Europa bestehen.
Die Republik Palau besitzt keine eigene Fluggesellschaft. Flugverbindungen zwischen den größeren Inseln Palaus führen private Charterorganisationen mit kleinen Maschinen durch.
Der Schiffsverkehr und Fährverbindungen sind unerlässlich. Auf den Inseln sind in kleinen Teilen das Auto, das Mofa und der Ochsenkarren die Hauptverkehrsmittel. Der einzige Hafen des Landes befindet sich auf Malakal.

#### Tourismus
Der Tourismus auf Palau ist nach den Einnahmen aus der Fischerei die zweitwichtigste Einnahmequelle. Palau war eines der ersten Länder weltweit, die mit Aufkommen der COVID-19-Pandemie die Landesgrenzen schlossen. Das führte einerseits dazu, dass Palau sehr lange Zeit keine Corona-Fälle im eigenen Land verzeichnete, aber auch zu einem massiven Einbruch der Touristenzahlen. Von den ursprünglich ca. 100.000 (Stand 2011) Touristen pro Jahr haben sich die Zahlen im Jahr 2023 erst wieder auf ca. 41.200 Touristen erholt. Die meisten Gäste kommen aus den USA, Japan, Südkorea, Taiwan und den Philippinen. Es gibt zwei Strandresorts, mehrere Hotels und Resorts sowie kleinere Bungalow- und Apartmentanlagen in Koror und auf anderen Inseln. Der Tauchsport und Schnorcheln wird häufig von Touristen als Sportmöglichkeit in Palau genutzt. Das Tauchmagazin Forbes Traveller wählte 2007 die Blue Corner in Palau zum „besten Tauchgebiet der Welt“. Wegen der Strömungen vor allem am Außenriff verlangt das Tauchen in Palau aber fortgeschrittene Tauchfähigkeiten.

#### Bildung
In Koror gibt es eine weiterführende Schule, an der ein College-Abschluss nach US-amerikanischem Muster erworben werden kann. Eine darüber hinausgehende Ausbildung bedingt das Verlassen des Landes, zumeist in die Vereinigten Staaten von Amerika, wo Einwohner Palaus uneingeschränkte Niederlassungsfreiheit genießen.

## Kultur

### Gesellschaft
Es besteht eine starke Identifikation mit der althergebrachten Kultur, auffällig ist eine enge Verbindung des Menschen mit dem Meer. Bis ins späte 19. Jahrhundert gab es keine geschriebene Sprache, sodass Geschichten, Legenden und Wissen mündlich mit Hilfe von kunstvoll geschnitzten Storyboards weitergegeben wurden. Heute wird dieser Brauch noch praktiziert, indem am Ende eines Tages am Feuer Geschichte und Geschichten erzählt werden. Die Frauen besitzen in der matrilinear geprägten, traditionellen Gesellschaft eine starke Stellung.
Bis ins 20. Jahrhundert waren Tatauierungen in Palau zentraler Bestandteil von Kultur und Gesellschaft sowie Indikator für Stand und Reichtum des Trägers.
Palau wurde in Deutschland durch die Bilder Max Pechsteins bekannt, die dieser besonders in Kunstporträts nach seiner Südseereise 1913/14 darstellte.

### Gesetzliche Feiertage
| 1. Januar                      | Neujahr                    |
| 15. März                       | Tag der Jugend             |
| 5. Mai                         | Tag der älteren Mitbürger  |
| 1. Juni                        | Tag des Präsidenten        |
| 9. Juni                        | Tag der Verfassung         |
| erster Montag im September     | Tag der Arbeit             |
| 1. Oktober                     | Tag der Unabhängigkeit     |
| 24. Oktober                    | Tag der Vereinten Nationen |
| letzter Donnerstag im November | Erntedank                  |
| 25. Dezember                   | Weihnachten                |